# The Telephone Girl (film 1927)
The Telephone Girl è un film muto del 1927 diretto da Herbert Brenon.
Il soggetto è tratto da un lavoro teatrale di William C. deMille, The Woman, andato in scena a Broadway il 19 settembre 1911. La commedia fu adattata per lo schermo altre due volte: la prima nel 1915 e poi, in versione sonora, nel 1931.
È l'ultimo film per May Allison (che, dopo questo film, si ritirerà a vita privata) e per William E. Shay. Vi fece un'apparizione anche il noto attore teatrale Hamilton Revelle che chiuse con questo film la sua breve carriera cinematografica.

## Trama
In corsa come candidato governatore, Mark Robinson è sostenuto dal suocero, Jim Blake, un politico di lungo corso. Si scopre che l'avversario di Robinson ha uno scheletro nell'armadio: tre anni prima di sposarsi, accompagnato da una donna, si era registrato in un albergo come Matthew Standish e signora. Blake vorrebbe usare quell'arma contro Standish ma Kitty, una centralinista, non si presta all'operazione. Alla fine, tutto andrà a posto, e Kitty convolerà a nozze con Tom, il figlio di Blake.

## Produzione
Il film, presentato da Jesse L. Lasky e da Adolph Zukor, fu prodotto dalla Famous Players-Lasky Corporation e venne girato a Long Island, negli studi Astoria della Paramount .

## Distribuzione
Il copyright del film, richiesto dalla Famous Players Lasky Corp., fu registrato il 26 marzo 1927 con il numero LP23792.
Distribuito dalla Paramount Pictures, il film - presentato da Jesse L. Lasky e Adolph Zukor - uscì nelle sale statunitensi il 26 marzo 1927. In Portogallo, il film fu distribuito il 24 ottobre 1927 con il titolo A Telefonista; in Finlandia, uscì il 14 maggio 1928; nello stesso mese, fu distribuito anche in Austria con il titolo Das Fräulein vom Amt. In Spagna, fu ribattezzato come Tejados de vidrio.
Copia della pellicola si trova conservata negli archivi dell'Eye Film Institute Netherlands di Amsterdam.

### Versioni cinematografiche diThe Woman
- 1915 The Woman, regia di George Melford
- 1927 The Telephone Girl, regia di  Herbert Brenon
- 1931 The Secret Call, regia di Stuart Walker